# Musaranya elefant rossa
La musaranya elefant rossa (Elephantulus rufescens) és una espècie de musaranya elefant del gènere Elephantulus. Viu a Etiòpia, Kenya, Somàlia, el Sudan del Sud, Tanzània i Uganda. Els seus hàbitats naturals són les sabanes seques i les zones arbustoses seques tropicals o subtropicals.